# Alessandro Lami
Alessandro Lami (Rosignano Marittimo, 27 gennaio 1949 – Livorno, 8 marzo 2015) è stato un filologo classico e grecista italiano.

## Biografia
Figlio dell'operaio Pietro Lami e di sua moglie Rina Colombini, cresce a Castiglioncello e acquisisce una solida conoscenza delle lingue classiche al liceo classico "Niccolini Guerrazzi" di Livorno, dove conosce la moglie Elisabetta Piccioni.
Studia a Pisa come allievo della Scuola Normale Superiore in un primo momento, per poi terminare gli studi presso l'Università di Pisa.
Allievo del maestro Vincenzo Di Benedetto, insegna letteratura greca presso l'Università di Pisa, prima come ricercatore e poi come associato.
Continua a impegnarsi con la ricerca fino a poco prima della morte, collaborando alla rivista di filologia di testi medici Galenos, diretta dall'amico e collega Ivan Garofalo.
Si spegne la mattina dell'8 marzo 2015 all'età di 66 anni, assistito dalla moglie. Le sue ceneri sono state disperse nel Mar Tirreno, al largo di Castiglioncello.

## Contributi
I suoi più specifici ambiti di ricerca comprendono la storia della filosofia greca, la storia della medicina greca e il Corpus Hippocraticum.
La sua edizione, con commento e traduzione, del trattato di Galeno De opinionibus propriis, è ritenuta la migliore che ci sia attualmente.

## Pubblicazioni più importanti
- con Vincenzo Di Benedetto: Filologia e marxismo. Contro le mistificazioni, Napoli 1981 - ISBN 88-207-1005-6.
- I presocratici: testimonianze e frammenti da Talete a Empedocle, Rizzoli, 1991 - ISBN 978-8817167628
- L'ultima prova dell'immortalità dell'anima nel Fedone, in «Filologia Antica e Moderna», fasc.10 (1996), pp. 101-112.
- introduzione, premessa al testo e note di Platone. Fedone, Rizzoli, Milano 1996 (II ed. 1997 ; III ed.1999).
- [Ippocrate], Affezioni interne 1 e dintorni, in «Filologia Antica e Moderna», fasc.11 (1996), pp. 89-100.
- Tre note a due scritti ippocratici (Regime ed Affezioni interne), in «Filologia Antica e Moderna», fasc.12(1997), pp. 79-95.
- [Ippocrate], Reg. 2, 54, 8, in «Rivista di Filologia e di Istruzione Classica», vol. 126, fasc. 1 (1998), pp. 41-46.
- Aspetti della terapia nel Corpus Hippocraticum, atti del IX Colloque International Hippocratique (Pisa 25-29 settembre 1996), en collaboration avec I. Garofalo, A. L., D. Manetti, A. Roselli, Accademia Toscana di Scienze e Lettere "La Colombaria", vol. 183, Leo S. Olschki, Firenze 1999.
- Per il ricupero della esatta lezione in Tucidide IV 15, 1, in «Studi Classici e Orientali», XLVII, 1 (1999), pp. 1-42.
- Conoscenza mercantile e conoscenza empirica di Odisseo, in «Filologia Antica e Moderna», fasc.19 (2000), pp. 19-34.
- Con Franco Maltomini, Luciano, Dialoghi di dei e di cortigiane, Milano, BUR, 2000
- Apports de la Collection Hippocratique à la connaissance du lexique grec, in «Lalies», vol. 21 (2001), p. 79 sqq.
- L'inizio di Affezioni interne, in «Filologia Antica e Moderna», num. 23, vol. XII (2002), p. 5-22.
- Areteo e i delicati di stomaco (IV 6, 2), in «Filologia Antica e Moderna», num. 24 (2003), vol. XIII, p. 5-10.
- Malattie e nomi di malattie nella Collezione ippocratica, in G. Fornaciari (ed.), La medicina greco-romana. Dodici conferenze, Pisa 2002, p. 71-87.
- Il giuramento e altri testi di medicina greca / Ippocrate, Milano, BUR, 2005
- con Ivan Garofalo e Amneris Roselli (ed.), Sulla tradizione indiretta dei testi medici greci: Atti del II Seminario Internazionale di Siena, Certosa di Pontignano, 19-20 settembre 2008. Biblioteca di "Galenos" 2. Pisa/Roma, Fabrizio Serra editore, 2009, pp. 238. ISBN 9788862271387
- con Ivan Garofalo, Galeno. L'anima e il dolore. De indolentia de propriis placitis, Rizzoli 2012 - ISBN 978-88-17-05498-0